# ماير توركو
شركة ماير توركو  (بالإنجليزية: Meyer Turku)‏ شركة فنلندية مختصة في أحواض بناء السفن، ويقع مقرها الرئيسي في توركو.وهي أحد الشركات المملوكة بالكامل لشركة ماير ويرفت الألمانية. تأسست الشركة في نوفمبر 1989 تحت اسم ماسا ياردس. ومع ذلك ، يمكن تتبع تاريخها إلى عام 1737 عندما بدأت صناعة بناء السفن لأول مرة في توركو.

## التاريخ
يعود تاريخ صناعة بناء السفن في توركو إلى عام 1737 عندما أعطى الملك السويدي لتجار توركو هنريك رونجين و اسياس ويتشر، رخصة لبناء السفن بجوار نهر أورا. ومع مرور الزمن ومن خلال كيان شركة اس تي اكس فنلندا استحوذت ماير ويرفت في سبتمبر 2014 على 70٪ من حصص ملكية الشركة وحوض بناء السفن في توركو اس تي اكس  فينلاند أوي، بالشراكة  مع شركة الاستثمار الصناعي الفنلندية المملوكة للدولة التي تمتلك 30٪ المتبقية. وعند ذلك جرى تغيير اسم حوض بناء السفن إلى ماير توركو أوي. واكملت ماير ويرفت استحواذها على 30٪ المتبقية في عام 2015.